# Levnesovia
Levnesovia is een geslacht van plantenetende dinosauriërs behorend tot de Hadrosauroidea, dat tijdens het late Krijt leefde in het gebied van het huidige Oezbekistan.

## Naamgeving
De typesoort Levnesovia transoxiana is in 2009 benoemd door Hans-Dieter Sues en Alexandr Awerianow. De geslachtsnaam eert wijlen Lev Nesov, een Russisch paleontoloog. De soortaanduiding verwijst naar Transoxianië, de naam in de Hellenistische periode voor het gebied waar tegenwoordig Oezbekistan ligt.

## Vondst
Het fossiel, holotype USNM 538191, bestaat uit een schedeldak met hersenpan, gevonden bij Dzharakuduk, in het district Navoi Viloyat, centrale Kyzylkoemwoestijn, in lagen van de Bissektyformatie (Turonien). Verschillende elders gevonden botfragmenten zijn ook aan de soort toegewezen: ZIN PH 1306/16, een stuk schedeldak; ZIN PH 1307/16, nog een stuk schedeldak; USNM538126, een gedeeltelijke hersenpan met schedeldak; en verder CCMGE 565/12457, 566/12457 en ZIN PH 306/16, hersenpannen van volwassen exemplaren en USNM 538121, de hersenpan van een onvolgroeid dier. Bekend zijn nu delen van de schedel, de onderkaken, wervels, klauwen en delen van het bekken. De aardlaag waarin het is aangetroffen dateert uit het midden tot laat Turonien, ongeveer 90 miljoen jaar oud.

## Beschrijving
De resten van volwassen exemplaren duiden op dieren van zo'n zes meter lengte. Sommige jonge exemplaren zijn veel kleiner. Gregory S. Paul schatte in 2010 de lengte van zo'n dier op twee meter, het gewicht op 175 kilogram.
De beschrijvers wisten geen autapomorfieën, unieke afgeleide eigenschappen, vast te stellen. Wel was er een aantal onderscheidende kenmerken waarin Levnesovia afwijkt van meer basale dan wel afgeleide vormen, alsmede van directe verwanten.
Het geslacht verschilt van iguanodontiërs buiten de Hadrosauroidea door het ontbreken van een raakvlak tussen jukbeen en ectopterygoïde; een lichtgebouwd en schepvormig predentarium, beenkern van de ondersnavel, dat een geleidelijk afgeronde voorrand heeft; het ontbreken van een foramen surangulare; en tandkronen in de onderkaak met één verticale hoofdrichel en slechts zwakke of zelfs ontbrekende, secundaire richels.
Levnesovia was nauw verwant aan Bactrosaurus, waarvan hij zich onderscheidt door een hogere kam op de wandbeenderen van het schedeldak; het ontbreken van een tak van het prefrontale naar het traanbeen; en lagere doornuitsteeksels zonder knuppelvormig uiteinde op de ruggenwervels van volwassen exemplaren.
Van Gilmoreosaurus onderscheidt Levnesovia zich door een kortere bijdrage van het voorhoofdsbeen aan de bovenrand van de oogkas; een langer hiaat tussen het predentarium en de eerste tand van de onderkaak, met een lengte van een vijfde van de tandrij; en een bijna verticale processus coronoides van het dentarium.  
Levnesovia wijkt af van meer afgeleide Hadrosauroidea door een goed ontwikkelde en doorlopende richel op het bovenkaaksbeen als contact met het ectopterygoïde; zowel een tandrij van de onderkaak als een dentarium die ophouden bij de top van de processus coronoides, het uitsteeksel op de achterste onderkaak; en een tandrij van de onderkaak die in bovenaanzicht naar binnen buigt.

## Fylogenie
De beschrijvers plaatsen Levnesovia basaal in de Hadrosauroidea sensu Godefroit; het zou dan een van de oudst bekende hadrosauroïden zijn. Hij vormt volgens een kladistische analyse een klade met Bactrosaurus en wellicht Gilmoreosaurus, die iets basaler is dan een klade gevormd door Telmatosaurus en Tanius. Een nog meer afgeleide groep bestaande uit Aralosaurus en de Hadrosauridae zou dan een tweede grote radiatie vertegenwoordigen van de Hadrosauroidea, tijdens het Santonien.